# NGC 6851A
NGC 6851A (ook: NGC 6861A) is een spiraalvormig sterrenstelsel in het sterrenbeeld Telescoop. Het hemelobject werd op 5 september 1836 ontdekt door de Britse astronoom John Herschel.

## Synoniemen
- ESO 233-25
- AM 2002-480
- PGC 64086